# خوان ألفيس (لاعب كرة قدم)
خوان ألفيس (بالإسبانية: Juan Álvez)‏ هو لاعب كرة قدم أوروغواياني في مركز الدفاع، ولد في 21 أغسطس 1983 في مونتيفيديو في الأوروغواي. لعب مع بنيارول ومونتيفيديو واندررز ونادي ليفربول.

## وصلات خارجية
- خوان ألفيس (لاعب كرة قدم) على موقع قاعدة بيانات كرة القدم.إي يو (الإنجليزية)
- خوان ألفيس (لاعب كرة قدم) على موقع Soccerway.com (الإنجليزية)
- خوان ألفيس (لاعب كرة قدم) على موقع AS.com (الإسبانية)